# Kefar ha-Rif
Kefar ha-Rif (hebr.: כפר הרי"ף) – moszaw położony w samorządzie regionu Jo’aw, w Dystrykcie Południowym, w Izraelu.
Leży w południowej części Szefeli, w odległości 2 km na północny zachód od miasta Kirjat Malachi, w otoczeniu moszawów Bene Re’em i Jinnon, kibuców Rewadim i Kefar Menachem, oraz wioski Al-Azi.

## Historia
Moszaw został założony pod koniec 1956 przez żydowskich imigrantów z Maroka. Później dołączyli do nich imigranci z Europy Wschodniej, podczas gdy większość imigrantów z Maroka wyjechało z Izraela. Moszaw nazwano na cześć rabina Isaaca ben Jacob Alfasiego (1013-1103), zwanego Isaac HaCohen, Alfasi lub Rif (hebr. רי"ף).

## Gospodarka
Gospodarka moszawu opiera się na intensywnym rolnictwie, sadownictwie (winnice) oraz hodowli kwiatów. Hodowlą drobiu i produkcją jajek zajmuje się spółka Sionit Reproduction Ltd..
Firma Philhaber Shimon dostarcza i serwisuje sprzęt komputerowy, urządzenia peryferyjne oraz oprogramowanie.

## Komunikacja
Z moszawu wychodzi lokalna droga, którą jadąc na północ dojeżdża się do skrzyżowania z drogą nr 383. Jadąc nią w kierunku północno-zachodnim dojeżdża się przy moszawie Bene Re’em do drogi ekspresowej nr 3, natomiast jadąc nią w kierunku wschodnim mija się wiaduktem autostradę nr 6 (nie ma możliwości wjazdu na autostradę) i dojeżdża się do kibucu Kefar Menachem.